# Nusa shevaroyensis
Nusa shevaroyensis är en tvåvingeart som beskrevs av Joseph och Parui 1993. Nusa shevaroyensis ingår i släktet Nusa och familjen rovflugor. Inga underarter finns listade i Catalogue of Life.